# Alambres (gastronomía)

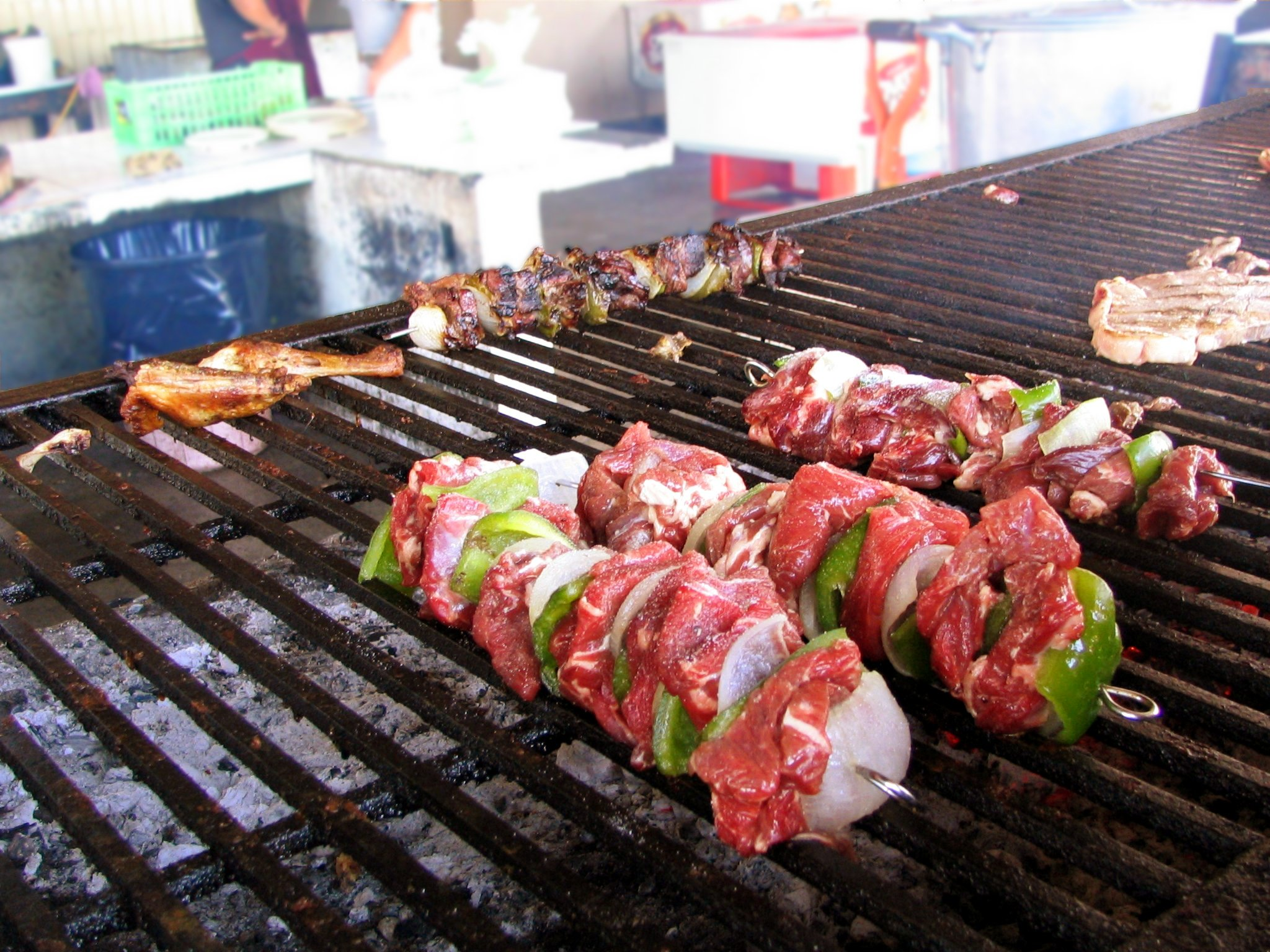
Alambres cociéndose sobre una parrilla.

Los alambres son un plato popular en la gastronomía mexicana que se prepara con trozos de carne de res, tocino, pimiento morrón y cebolla, que se insertan en una varilla de alambre —de donde proviene su nombre—, al igual que las brochetas, o también pueden prepararse en una cacerola. Generalmente se sirven con tortillas de harina o maíz y salsa picante.
Aunque lo más común es que se realicen con carne de res, también pueden utilizarse otros tipos de carne como pollo o cerdo. Algunas recetas incluso sustituyen el tocino por jamón picado o chorizo. Los alambres son populares en muchas partes de México, especialmente en la Ciudad de México, Oaxaca y el norte del país, así como entre las población mexicoamericana de los Estados Unidos.